# Mạnh Hưng
Nguyễn Mạnh Hưng (sinh ngày 12 tháng 4 năm 1986), nổi tiếng với nghệ danh Mạnh Hưng, là một nam diễn viên người Việt Nam. Năm 2015, anh đoạt giải "Nam diễn viên truyền hình xuất sắc nhất" tại Ngôi Sao Xanh với vai diễn Công Danh trong Hôn nhân trong ngõ hẹp.

## Tiểu sử và sự nghiệp
Mạnh Hưng sinh năm 1986 tại Bắc Giang. Vốn yêu thích nghệ thuật, từ bé anh đã đặt mục tiêu trở thành một diễn viên chuyên nghiệp. 
Sau tốt nghiệp trung học phổ thông, Mạnh Hưng chưa đủ tự tin thi vào trường sân khấu điện ảnh, nên anh theo học công nghệ thông tin. Sau khi học xong công nghệ thông tin, anh quyết định đi thi vào Trường Đại học Sân khấu - Điện ảnh Hà Nội, nhưng phải đến năm thi thứ hai anh mới trúng tuyển. Sau khi tốt nghiệp, Mạnh Hưng biểu diễn kịch tại Nhà hát Kịch Hà Nội từ 2012 đến 2018. Anh tham đóng phim truyền hình và nhận được thành công khi vào những vai phản diện; với vai diễn Công Danh trong Hôn nhân trong ngõ hẹp, anh đoạt giải "Nam diễn viên truyền hình xuất sắc nhất" tại Ngôi Sao Xanh năm 2015.

## Tác phẩm đã tham gia

### Phim truyền hình
| Năm  | Tựa phim                          | Vai diễn       | Đạo diễn                 | Kênh         | Nguồn                           |
| ---- | --------------------------------- | -------------- | ------------------------ | ------------ | ------------------------------- |
| 2010 | Để gió cuốn đi                    | Minh Long      | Nguyễn Mai Hiền          | VTC HD VIP 1 | [ 1 ] [ 2 ]                     |
| 2011 | Đi qua ngày biển động             | Trí            | Bùi Tuấn Dũng            | HTV9         | [ 1 ] [ 2 ]                     |
| 2013 | Bản di chúc bí ẩn                 | Quang          | Trịnh Lê Phong           | VTV3         | [ 2 ]                           |
| 2013 | Khi người đàn ông góa vợ bật khóc | Cảnh Toàn      | Vũ Trường Khoa           | VTV6         | [ 1 ] [ 2 ] [ 4 ]               |
| 2014 | Đường lên Điện Biên               | Hào            | Bùi Tuấn Dũng            | VTV1         | [ 2 ] [ 4 ] [ 5 ]               |
| 2015 | Những cánh hoa trước gió          | Phúc           | Đỗ Chí Hướng             | VTV6         | [ 4 ]                           |
| 2015 | Hôn nhân trong ngõ hẹp            | Công Danh      | Vũ Trường Khoa           | VTV3         | [ 4 ] [ 6 ]                     |
| 2017 | Ghét thì yêu thôi                 | Khanh          | Trịnh Lê Phong           | VTV3         |                                 |
| 2018 | Yêu thì ghét thôi                 | Khanh          | Trịnh Lê Phong           | VTV3         | [ 4 ] [ 7 ]                     |
| 2019 | Hoa hồng trên ngực trái           | Hùng           | Vũ Trường Khoa           | VTV3         | [ 4 ] [ 8 ]                     |
| 2019 | Những nhân viên gương mẫu         | Thành          | Lê Mạnh - Vũ Trường Khoa | VTV1         | [ 4 ] [ 9 ]                     |
| 2020 | Đừng bắt em phải quên             | Dũng           | Vũ Minh Trí              | VTV1         | [ 4 ]                           |
| 2020 | Hướng dương ngược nắng            | Hải "bóng bẩy" | Vũ Trường Khoa           | VTV3         | [ 1 ] [ 4 ] [ 8 ] [ 10 ] [ 11 ] |
| 2021 | Mùa hoa tìm lại                   | Khắc Hoàn      | Vũ Minh Trí              | VTV3         | [ 4 ] [ 12 ]                    |
| 2023 | Dưới bóng cây hạnh phúc           | Đạt            | Vũ Trường Khoa           | VTV1         | [ 11 ]                          |
| 2024 | Không thời gian                   | Khải           | Nguyễn Danh Dũng         | VTV1         |                                 |
| 2025 | Gió đổi chiều                     |                | Nguyễn Danh Dũng         | VTV1         |                                 |

### Điện ảnh
| Năm  | Tựa phim                     | Vai diễn         | Đạo diễn      | Nguồn |
| ---- | ---------------------------- | ---------------- | ------------- | ----- |
| 2013 | Những người viết huyền thoại | Long             | Bùi Tuấn Dũng |       |
| 2015 | Thầu Chín ở Xiêm             | Đặng Thái Thuyến | Bùi Tuấn Dũng |       |

### Kịch
| Năm  | Chương trình      | Vở diễn        | Vai diễn  | Nguồn  |
| ---- | ----------------- | -------------- | --------- | ------ |
| 2021 | Gala Cười         | Tình huống khó |           |        |
| 2021 | Gặp nhau cuối năm |                | TBA       | [ 13 ] |
| 2022 | Gặp nhau cuối năm |                | Thiên Lôi |        |

### Tác phẩm khác
2019 - MV: Hãy về quê em của Lương Nguyệt Anh ...vai trò diễn viên

## Giải thưởng
| Năm  | Giải thưởng   | Hạng mục                                | Tác phẩm               | Kết quả   | Nguồn |
| ---- | ------------- | --------------------------------------- | ---------------------- | --------- | ----- |
| 2015 | Ngôi Sao Xanh | Nam diễn viên truyền hình xuất sắc nhất | Hôn nhân trong ngõ hẹp | Đoạt giải | [ 1 ] |